# フラッタミノーレ
フラッタミノーレ（イタリア語: Frattaminore）は、イタリア共和国カンパニア州ナポリ県にある、人口約1万6000人の基礎自治体（コムーネ）。

## 地理

### 位置・広がり
ナポリ中心部からの北へ11kmの距離にある。

#### 隣接コムーネ
隣接するコムーネは以下の通り。括弧内のCEはカゼルタ県所属を示す。
- クリスパーノ
- フラッタマッジョーレ
- オルタ・ディ・アテッラ (CE)
- サンタルピーノ (CE)